# Castelfranco Piandiscò
Castelfranco Piandiscò is een gemeente in de Italiaanse provincie Arezzo (regio Toscane). De gemeente is ontstaan op 1 januari 2014 door de fusie van de voormalige gemeenten Castelfranco di Sopra en Pian di Scò.

## Demografie
Hieronder het aantal inwoners volgens de cijfers uit de tienjaarlijkse volkstellingen van ISTAT.
| Jaar | Inwoneraantal |
| ---- | ------------- |
| 1861 | 5637          |
| 1871 | 6282          |
| 1881 | 6284          |
| 1901 | 7055          |
| 1911 | 7209          |
| 1921 | 7657          |
| 1931 | 7350          |
| 1941 | 7192          |
| 1951 | 7026          |
| 1961 | 6332          |
| 1971 | 6180          |
| 1981 | 6616          |
| 1991 | 7256          |
| 2001 | 8172          |
| 2011 | 9518          |

## Geografie
De gemeente ligt tussen de 130 en 1500 m boven zeeniveau.  De gemeente bestaat uit de volgende plaatsen: Casabiondo, Caspri, Castelfranco di Sopra, Certignano, Faella, Lama, Matassino, Pian di Scò, Pulicciano en Vaggio.
Castelfranco Piandiscò grenst aan de volgende gemeenten: Castel San Niccolò, Figline e Incisa Valdarno (FI), Loro Ciuffenna, Reggello (FI), Rignano sull'Arno (FI), San Giovanni Valdarno en Terranuova Bracciolini.